# Dragutin Keserović
Dragutin Keserović (sérvio cirílico: Драгутин Кесеровић; 21 de novembro de 1896 – 17 de agosto de 1945) foi um comandante militar iugoslavo Chetnik que ocupou o posto de tenente-coronel e vojvoda durante a Segunda Guerra Mundial.  Keserović foi provavelmente o comandante mais ativo dos Chetniks de Mihailović na Sérvia. 

## Biografia

### 1941
Imediatamente após a invasão da Iugoslávia pelo Eixo em abril de 1941, o então major Keserović juntou-se aos Pećanac Chetniks sob o comando de Kosta Pećanac, um voivoda da Primeira Guerra Mundial. Em agosto, Pećanac concluiu um acordo colaboracionista com os alemães. Keserović foi então transferido para os Chetniks de Draža Mihailović. 
Representantes dos Chetniks realizaram reuniões com representantes das forças partidárias comunistas na aldeia de Bovan e traçaram um plano para atacar Kruševac.  De acordo com este plano, foi acordado que a data do ataque seria 23 de setembro de 1941, que Kruševac seria bloqueado antes do ataque, que Keserović e os seus Chetniks atacariam a cidade a partir do oeste e do sul através de Bagdala, e que os comunistas ataque do norte e do leste. 
De acordo com fontes iugoslavas do pós-guerra, o destacamento partidário Rasina e o comandante dos Chetniks, Keserović, concordaram em atacar Kruševac juntos, em 23 de setembro de 1941.  Em 24 de setembro, o destacamento Chetnik de Keserović atacou as tropas alemãs no distrito de Kruševac, matando 23 soldados.  A luta entre os rebeldes atacantes e a guarnição do Eixo durou quatro dias quando Kosta Pećanac pessoalmente, com uma grande força de seus Chetniks Negros, veio libertar a guarnição do Eixo.  As fontes iugoslavas do pós-guerra culparam Keserović pelo fracasso do ataque a Kruševac.  Estas fontes acusam Kesrović de atacar a guarnição alemã antes do acordado e de interromper o ataque quando as forças comunistas partidárias se juntaram ao ataque.  No final de setembro, Keserović e Radojević  publicaram um folheto impresso contra Kosta Pećanac e assinaram-no Movimento de Libertação Popular de Chetniks e Partidários (em sérvio:  Народноослободилачка војска четника и партизана).  Pećanac condenou Keserović e Radojević à morte. 

### 1942
Segundo algumas fontes, Keserović protegeu um grupo de refugiados judeus hospedados no início de 1942 na aldeia de Dankoviće em Kopaonik.  Em 1 de fevereiro de 1942, Chetniks não legalizados comandados por Keserović capturaram Aleksandrovac e desarmaram alguns membros da guarnição local de Chetnik, que foi legalizada pelo governo fantoche sérvio. Os restantes membros da guarnição local juntaram-se a Keserović, cujas forças foram perseguidas por vários destacamentos de Chetniks legalizados até ao final de fevereiro. 
Inicialmente, o quartel-general das forças de Keserović ficava na aldeia de Kupci, entre Kruševac e Brus,  e mais tarde na aldeia de Kriva Reka, Brus, em Kopaonik. Em agosto de 1942, Mihailović emitiu as suas primeiras ordens que assumiam uma "posição definitiva contra as potências ocupantes".  Estas ordens foram de inspiração britânica e incluíam ordens para se preparar para sabotar as ferrovias na Sérvia ocupada. Após essas ordens, Keserović emitiu uma orientação geral instando os camponeses em sua área de operações a esconderem grãos, gado e forragens das forças de ocupação.  Em agosto de 1942, as forças conjuntas do Eixo compostas por tropas alemãs e búlgaras atacaram os Chetniks do major Keserović em Kopaonik e capturaram nove membros de seu quartel-general; três deles eram membros da missão britânica e foram executados quando saíam da aldeia de Kriva Reka.  Em 1942, manteve comunicação com Nikolaj Velimirović.  Pouco antes da capitulação italiana em setembro de 1943, Keserović invadiu dois transportes ferroviários alemães e repeliu os ataques alemães ao quartel-general de Mihailović. 

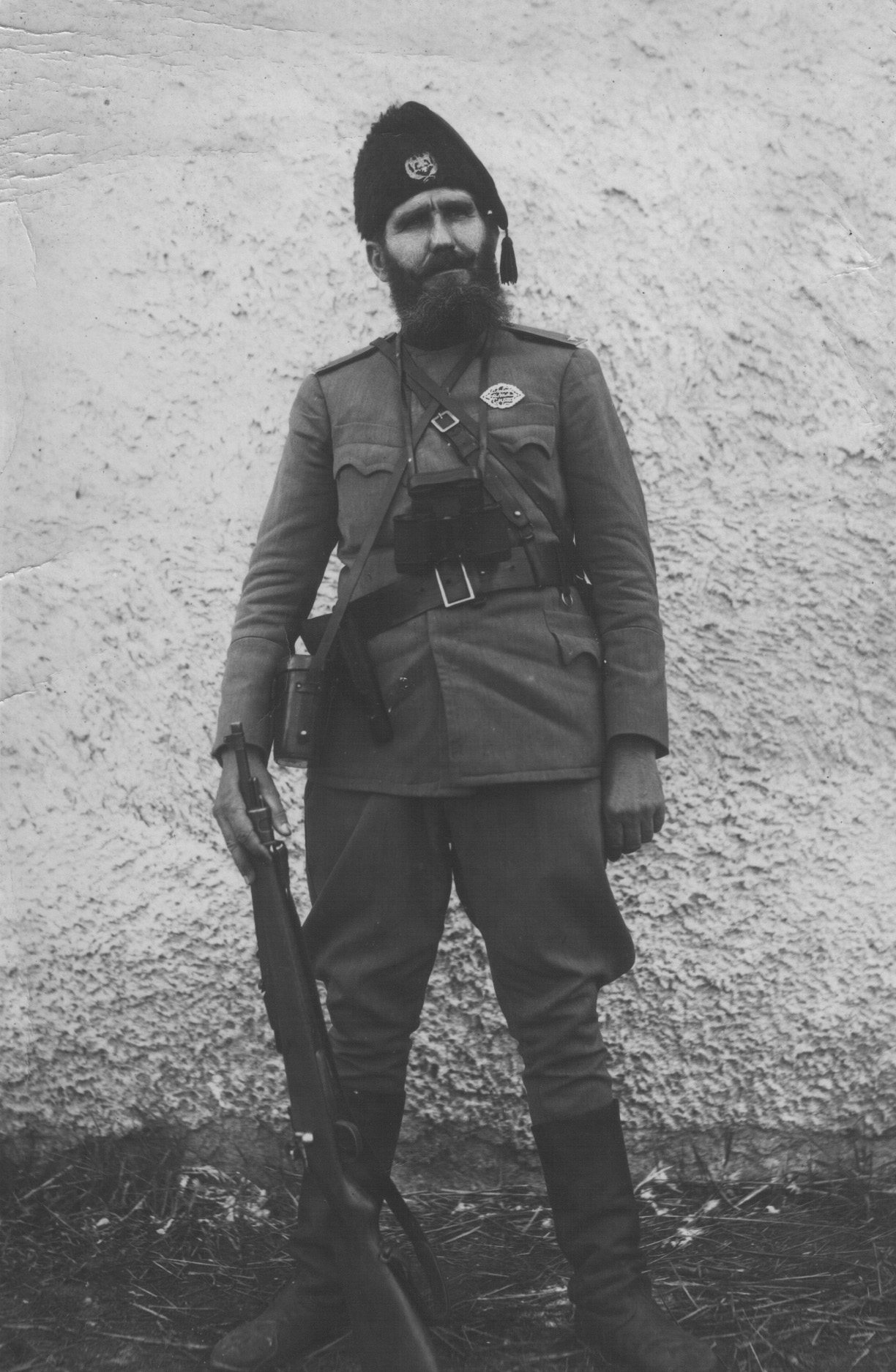
Dragutin Keserović em dezembro de 1942

De 11 a 14 de outubro de 1942, o Comandante Militar na Sérvia lançou uma ofensiva em grande escala do Eixo contra os Chetniks de Mihailović sob o comando de Keserović na região ao redor de Kriva Reka, na montanha Kopaonik.  A operação foi uma expedição punitiva dirigida contra os Chetniks de Mihailović, o principal alvo dos comandantes alemães que queriam garantir o controle da Sérvia antes de batalhas importantes no Norte de África. 
A Operação Kopaonik fazia parte de um plano maior das forças do Eixo para desarmar as unidades Chetnik.  O Comandante Militar na Sérvia preparou uma lista de 24 oficiais Chetnik a serem presos pela 7ª Divisão Voluntária de Montanha SS Prinz Eugen, sendo um deles Keserović.  Keserović foi provavelmente o comandante mais ativo dos Chetniks de Mihailović na Sérvia.  Esta operação foi o primeiro confronto em grande escala da 7ª Divisão de Montanha Voluntária SS Prinz Eugen sob o comando de Artur Phleps, que comandou pessoalmente as forças do Eixo durante a Operação Kopaonik. A divisão SS tinha três regimentos: dois de Jäger e um de artilharia.  As forças alemãs também foram apoiadas por vários batalhões búlgaros de 1 000 homens, e 300 homens do Corpo de Proteção Russo.   Keserović foi informado sobre o ataque e recuou com sucesso unidades do seu destacamento. 

### 1943

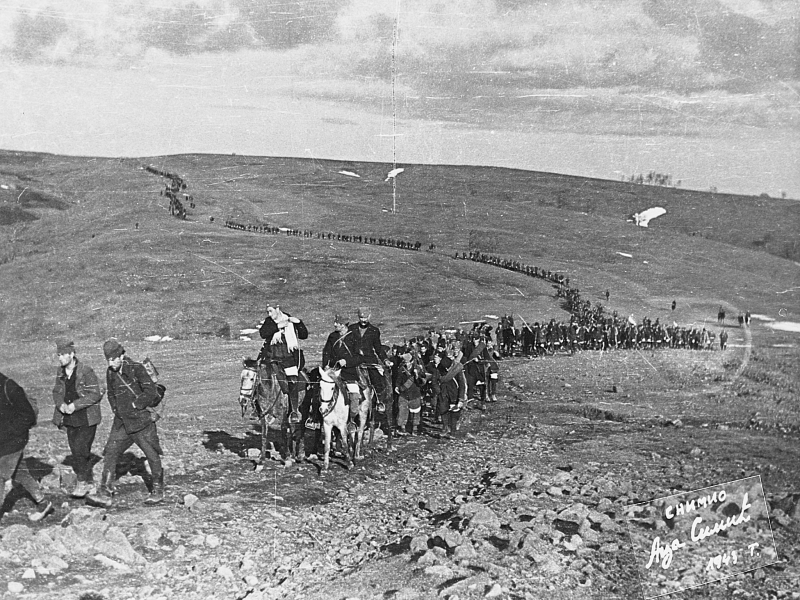
Dois Corpos de Chetniks da Sérvia, um deles liderado por Keserović, durante a marcha forçada sobre Pešter no início de maio de 1943, correndo para proteger o quartel-general de Chetnik atacado por comunistas em Jadovnik

Em janeiro de 1943, as forças do Eixo lançaram o Caso Branco, uma ofensiva estratégica combinada destinada a destruir a resistência partidária iugoslava no vizinho Estado Independente da Croácia. Dois corpos de Chetniks foram enviados da Sérvia ocupada para apoiar as formações Chetnik que participaram do lado do Eixo na ofensiva e foram derrotadas pelos Partidários após a travessia do rio Neretva por estes últimos. Este corpo foi liderado por Keserović e Predrag Raković e totalizou 2.000 homens. No início de maio de 1943, Mihailović tomou conhecimento da intenção alemã de capturá-lo e decidiu retornar à Sérvia ocupada pelos alemães.  Com base nas suas ordens, os dois corpos de Chetniks liderados por Keserović e Predrag Raković vieram da Sérvia ocupada pelos alemães para a área de Bijelo Polje, na província italiana de Montenegro, para escoltá-lo de volta à Sérvia. 
Em 1943, a submissão britânica foi estabelecida na sede de Keserović.  De acordo com o oficial do Chetnik, Milan Deroc, o nome do Oficial de Ligação Britânico (BLO) no quartel-general de Keserović era Major Bob Wade.  Em meados de 1943, as diferenças entre os britânicos e os chetniks tornaram-se "muito sérias e generalizadas".  Quase sem exceção, os relatórios britânicos foram desfavoráveis aos Chetniks como força de combate. Os Chetniks também estavam descontentes com os britânicos. Keserović emitiu diretrizes a uma brigada sob seu controle para manter informações de um oficial de ligação britânico que visitava sua área de operações e não lhe fornecer nenhuma informação sobre a situação real, mas fornecer apenas uma perspectiva positiva sobre os Chetniks e desconsiderar o Partidários como força de resistência na Sérvia ocupada. 
De acordo com o representante do Ministério das Relações Exteriores da Alemanha para os Bálcãs, Hermann Neubacher, Keserović concluiu um "acordo de armistício" formal com os alemães em sua área de operações no território da Sérvia ocupado pelos alemães no final de 1943. Tais acordos foram negociados por pelo menos quatro outros comandantes seniores do Chetnik no território ocupado nesta época. Esses acordos garantiram que os Chetniks nessas áreas estivessem a salvo dos alemães enquanto continuavam a lutar contra os guerrilheiros, fornecidos com munição limitada pelos alemães, com assistência médica, incluindo o tratamento de seus feridos em hospitais alemães, com liberdade de movimento permitida e autorizados a recrutar à força mão-de-obra nas suas áreas de responsabilidade.  Estes acordos também exigiam que os Chetniks afectados cessassem as operações contra o regime fantoche colaboracionista no território ocupado e neutralizassem efectivamente estes Chetniks no que dizia respeito aos alemães.  Em 30 de novembro de 1943, Keserović relatou a Mihailović que os alemães lhe ofereceram cooperação, armas e munições, que ele supostamente recusou. Ele negou ter qualquer ligação com os alemães. 

### 1944
Uma das unidades militares de elite Chetnik que suportaria o maior fardo de defesa do avanço das forças comunistas de Tito era o Grupo Rasina-Toplica Corps, comandado por Keserović.  Esta unidade foi criada em 11 de maio de 1944 pelo Comando Supremo de Chetnik. 
O número de desertores nas tropas de Keserović era grande, então Keserović emitiu uma ordem em junho dizendo que os soldados que não se esforçassem o suficiente deveriam ser levados ao tribunal militar e aqueles que desertassem deveriam ser executados no local.  Em Julho, os alemães iniciaram a Operação Trumpf contra os Partidários nas partes do sul da Sérvia ocupada pelos alemães. Esta foi uma operação combinada com tropas búlgaras, formações quislings sérvias e forças Chetnik comandadas por Radoslav Račić. O Quarto Grupo de Corpo de Choque de Račić do oeste da Sérvia foi reforçado pelo Grupo de Corpo de Choque Rasina-Kopaonik comandado por Keserović. O total de forças Chetnik envolvidas nesta operação excedeu 10.000 homens (sem dúvida a maior concentração de tropas Chetnik na Sérvia durante todo o período da guerra), e os Chetniks receberam munições e algumas armas pelos alemães. 
No final de agosto de 1944, uma missão do Escritório de Serviços Estratégicos dos EUA liderada pelo Coronel Robert H. McDowell foi lançada de pára-quedas em uma área controlada por Chetnik na Sérvia ocupada para se juntar ao quartel-general de Mihailović, reunir inteligência geral e estabelecer contatos com representantes das forças pró-Ocidente na Hungria., Bulgária e Roménia. Um membro da missão foi o tenente Ellsworth Kramer. Kramer foi rapidamente destacado para Keserović. Uma vez que a situação dos Chetniks se deteriorou seriamente logo após a chegada da missão, a maior parte do tempo de McDowell foi dedicada aos problemas enfrentados pelos Chetniks, e pouco ou nenhum contacto com potenciais aliados nos países vizinhos foi realizado. 
Em 1 de setembro de 1944, Keserović proclamou a mobilização geral.  Em outubro de 1944, quando o Exército Vermelho entrou na Sérvia ocupada vindo da Bulgária, algumas das tropas de Keserović os encontraram e ocuparam brevemente a cidade de Kruševac, no centro da Sérvia, ao lado deles. No entanto, em poucos dias, as tropas soviéticas separaram-se dos Chetniks e exigiram o desarmamento, ameaçando usar a força caso não o fizessem. Keserović relatou isso a Mihailović em 19 de outubro e recusou o ultimato, retirando-se em direção ao vale do rio Ibar com um pequeno destacamento de cerca de 500 homens. Duas de suas brigadas foram desarmadas pelo Exército Vermelho. Entre os detidos estava Kramer, que foi posteriormente libertado.  O próprio Keserović escapou por pouco de ser capturado e entregue aos guerrilheiros. 
Durante o ataque dos Chetniks às forças do Eixo em Tuzla em dezembro de 1944, Keserović comandou a coluna direita das forças Chetnik, enquanto a coluna esquerda foi comandada por Mihailović.  No final de 1944, Keserović libertou um membro capturado das forças inimigas cujo nome era Alija Izetbegović (que em 1996 se tornaria o primeiro presidente da Bósnia e Herzegovina), com base na intervenção de um grupo de sérvios que o informaram que o avô de Izetbegović tinha salvado o vidas de 40 sérvios  em 1914 durante um pogrom anti-sérvio que se seguiu ao assassinato do arquiduque Francisco Ferdinando.

### Táticas terroristas contra partidários e seus apoiadores
Na sua área de responsabilidade na Sérvia ocupada, Keserović usou tácticas terroristas contra os guerrilheiros, as suas famílias e simpatizantes, elaborando listas de pessoas e ordenando que fossem mortas. Para levar a cabo estas mortes, unidades especiais conhecidas como "trojkas negras" foram treinadas e destacadas, muitas vezes utilizando facas para matar as suas vítimas.  As ordens para o terror antipartidário vieram diretamente de Draža Mihailović.  De acordo com Vojislav Janković, juiz de Kruševac, Keserović e chefe do ramo da Polícia Especial de Kruševac fizeram uma lista de mais de 150 pessoas de Kruševac para serem executadas em 13 de outubro de 1944, no entanto, este massacre foi evitado por causa da libertação do Exército Vermelho do cidade. 

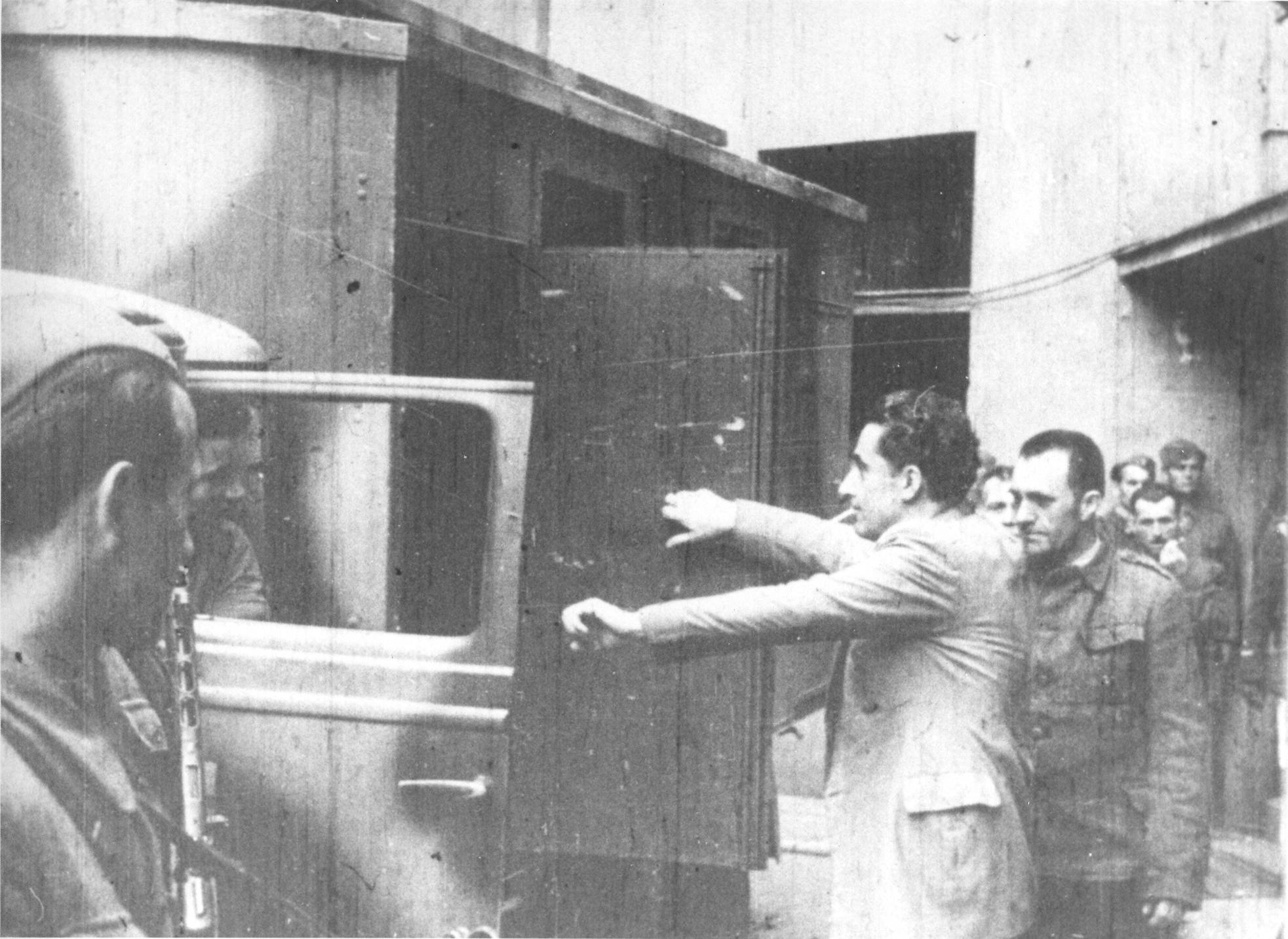
Keserović é levado após seu julgamento, agosto de 1945

### Captura, julgamento e morte
Keserović foi capturado pelos guerrilheiros e levado a julgamento. Durante o julgamento, ele culpou o Comando Supremo de Chetnik pela maioria das ações de que foi acusado e afirmou que estava apenas cumprindo ordens.  A alegação de que Keserović denunciou Mihailović como colaborador e rompeu com ele era falsa.  O tribunal emitiu um veredicto pelo qual condenou o coronel Keserović à morte por fuzilamento perda de todos os direitos civis e confisco de todos os bens por crimes contra o povo e o Estado por ajudar o ocupante por cooperação com o governo de Milan Nedić e por actividades hostis contra o novo Estado que visam a subversão da nova ordem constitucional, da paz e da segurança. O coronel Keserović foi baleado em 17 de agosto de 1945, em algum lugar de Belgrado, sem que o local exato da execução tenha sido revelado.

## Prêmios e reconhecimentos
- Ordem da Estrela de Karađorđe [48]